# Kelvin Snoeks
Kelvin Manuel Mathijs Snoeks, född 12 september 1987 i Haarlem, är en nederländsk racerförare.

## Racingkarriär
| År                                               | Klass/Mästerskap                          | Team                                           | Bil                               | Totalt/poäng   | Bästa placering              |
| ------------------------------------------------ | ----------------------------------------- | ---------------------------------------------- | --------------------------------- | -------------- | ---------------------------- |
| 2007                                             | Formula Renault 2.0 Northern European Cup | AR Motorsport                                  | Tatuus FR2000 (Renault)           | 27:a/52p       | Tre fjortondeplatser         |
| 2008                                             | Formula Renault 2.0 Northern European Cup | AR Motorsport                                  | Tatuus FR2000 (Renault)           | 10:a/144p      | Tre sjundeplatser            |
| 2009                                             | Formula Renault 2.0 Sweden                | AR Motorsport                                  | Tatuus FR2000 (Renault)           | 14:e/7p        | ?                            |
| 2009                                             | International Formula Master              | AR Motorsport                                  | Tatuus IFM (Honda K20A)           | -/0p           | 8:a på Oschersleben (Race 2) |
| 2010                                             | FIA Formula Two Championship              | HDI Gerling/Snoeks Automotive (huvudsponsorer) | Williams JPH1B F2 (Audi)          | 13:e/48p       | 3:a i Marrakech (Race 1)     |
| 2010                                             | Formula Renault 2.0 Northern European Cup | ?                                              | Barazi-Epsilon FR2.0-10 (Renault) | 30:e/20p       | 3:a på Zandvoort (Race 2)    |
| 2011                                             | Benelux Radical Cup                       | ?                                              | Radical SR3 RS                    | säsongen pågår | säsongen pågår               |
| 2011                                             | FIA Formula Two Championship              | HDI Gerling (huvudsponsor)                     | Williams JPH1B F2 (Audi)          | säsongen pågår | säsongen pågår               |
| Senast uppdaterad: 2011-05-06 (4994 dagar sedan) |                                           |                                                |                                   |                |                              |